# صيدلة تخصصية
الصيدلة التخصصية هي مجال من مجالات الصيدلة يتخصص في أدوية الأمراض المزمنة والأدوية المعقدة والمكلفة جداً وصعبة التناول لنوع معين من المرضى المحتاجين لعناية خاصة، ويتم ذلك عن طريق فريق من المتخصصين ذوي الدراسة الجيدة والتأهيل العالي للتعامل مع هذه الأدوية وهذه النوعية من المرضى.
منذ عدة سنوات بدأت شركات تقديم الخدمات الطبية في الولايات المتحدة تسوق لبرامج خدمات الصيدلة التخصصية بطريقة منفصلة عن البرامج التقليدية التي تقدمها، ومن أكبر الشركات التي تقدم هذه الخدمات:
AdvancePCS, Caremark Rx, Express Scripts, Merck-Medco and Aetna
تشمل برامج الصيدلة التطبيقية التي تقدمها الشركات على:
1. أدوية البيوتكنولوجي: تشمل الصيدلة التخصصية أساساً أدوية البيوتكنولوجي، وهو المجال الأساسي للصيدلة التخصصية.
2. الأدوية مرتفعة التكلفة (5000 دولار أمريكي فأكثر للمريض في السنة).
3. المحاليل الدوائية والحقن.
4. الأدوية التي تحتاج عناية معقدة.
5. أدوية الأمراض النادرة: وتشمل الحالات الآتية على سبيل المثال لا الحصر:
  1. السرطان
  2. الإيدز
  3. الناعور (الهيموفيليا)
  4. التهاب الكبد الفيروسي ج
  5. العقم
  6. داء كرون
  7. الروماتويد
  8. نقص هرمون النمو

ومن الملاحظ في أدوية الحالات السابقة أنها ليست من النوع المكلف فقط، ولكنها أيضاً من النوع الذي يستلزم طرقاً خاصة لتعاطي الدواء.
ومن هنا تظهر الأهمية الحقيقية والفائدة الاقتصادية للصيدلة التخصصية: أنها تختص في الأدوية المكلفة، حيث التكلفة كبيرة وكذلك العوائد، حيث يتضح لنا من الأمثلة السابقة أن العلاجات السابقة كلها لأمراض مزمنة أو نادرة.
وهنا تكمن قيمة الصيدلة التخصصية في تحقيق أقصى استغلال للدواء للحصول على أفضل النتائج.
حيث يجب التأكد أن المريض قد تناول الدواء بطريقة صحيحة واتبع التعليمات بكل دقة حتى يستطيع الدواء المكلف هذا أن يأتي بالنتيجة المرجوة.

## الصيدلة التخصصية والبيوتكنولوجي
هاتان الكلمتان من الكلمات المعتادة للأشخاص العاملين في مجال رصد فوائد الأدوية ولكنهما تبقيان صعبة الفهم إلى حد ما.
البيوتكنولوجي تمثل البداية لما عرف فيما بعد بالصيدلة التخصصية، وتعرف البيوتكنولوجي بأنها علم استغلال الكائنات الحية (خصوصاً على المستوى الجيني) لإنتاج مواد جديدة واستغلال مجموعة متنوعة من هذه المواد الجديدة ينتج عنه الحصول على أدوية جديدة تستطيع علاج مجموعة من الأمراض تشمل الأمراض المزمنة والنادرة والأورام والفيروسات.

## ثورة الصيدلة التخصصية
مجال الصيدلة التخصصية هو أكثر مجالات الصيدلة تكلفة وأكثرها تحقيقاً للنمو.
- في عام 2001 أنفقت الولايات المتحدة 22 مليار دولار في سوق الصيدلة التخصصية
- وفي عام 2002 وصلت إلى 35 مليار
- وفي عام 2003 وصلت إالى 40 مليار
- وفي عام 2008 وصلت إلى 78 مليار

حالياً يوجد حوالي 600 نوع من أدوية البيوتكنولوجي، 150 منها في المراحل النهائية.
ومن المتوقع أنه بحلول عام 2010 سيكون نصف الأدوية الجديدة تقريباً من أدوية الصيدلة التخصصية.